# Tiberius Psalter

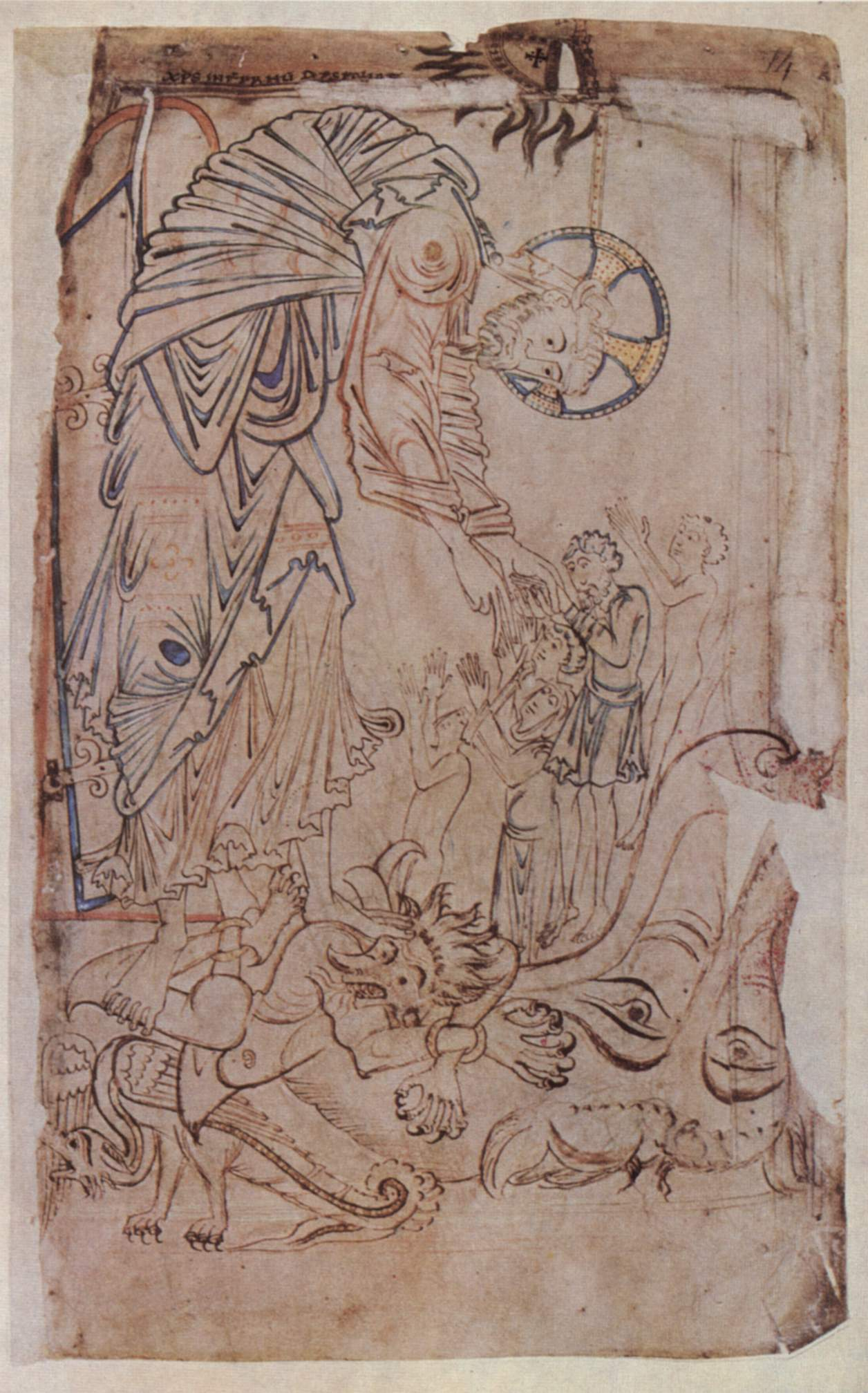
Christus 'nederdaling ter helle'

Het Tiberius Psalter is een verlucht handschrift gemaakt in het derde kwart van de elfde eeuw.  Het is een psalter dat zijn naam kreeg van de collectie van de British Library waarvan het deel uitmaakt namelijk het 'Tiberius' deel van de Cotton collectie. Sir Robert Cotton de eerste eigenaar van de collectie die aan de basis ligt van de British Library, deelde zijn bibliotheek in met bustes van Romeinse keizers, de British Library nam zijn indeling over. Het Tiberius psalter met signatuur 'Tiberius C vi' was dus het zesde boek van links te beginnen op het derde schap (C)   in het rek met bovenop de buste van keizer Tiberius. Het is het laatste psalter geïllustreerd in de Anglo-Saxische stijl van boekverluchting voor die na de Normandische verovering van Engeland verdrongen werd door de Romaanse.
Het Tiberius psalter is het eerste psalmboek dat een inleidende miniaturencyclus bevat met een aantal afbeeldingen die geen relatie hebben met de tekst van het boek zoals die ook terug te vinden is in het Albanus Psalter en het Ingeborgpsalter.

## Codicologischebeschrijving
Het handschrift is samengesteld uit 129 perkamenten folia en 9 (moderne) papieren schutbladen. Het werd sterk beschadigd tijdens de brand in de Cotton Library in Ashburnham House in 1731. De folia meten ongeveer 34,5 bij 25 cm. De afmetingen zijn approximatief gezien de perkamenten folia sterk verschillend gekrompen zijn bij de brand in 1731. De tekstspiegel meet 216 bij 111 mm en is beschreven in één kolom. De basistekst is geschreven in het Latijn in een grote Karolingische minuskel. Er zijn interlineaire glossen in het Oudengels toegevoegd en enkele gebeden zijn in het Oudengels gesteld. Op folium 114 recto is in de eerste helft van de twaalfde eeuw een tekst in het Anglo-Normandisch Frans toegevoegd. De perkamenten bladen zijn nu gemonteerd in papieren kaders en die werden in 1894 ingebonden door de British Library. De tekst wordt afgebroken bij psalm 113 vers 9. Het vervolg van het psalter en de litanie en kantieken zijn waarschijnlijk verloren gegaan bij de hoger geciteerde brand.

## Datering
Men heeft vastgesteld dat psalm 70 bij vers 40 onderbroken wordt met een gekleurde initiaal van 2 lijnen hoog. Dit zou typisch zijn voor psalters geschreven in de abdij van Winchester. Een van de scribenten die aan het psalter meewerkte werd geïdentificeerd als een van de schrijvers van het Winchester Cantatorium (Oxford Bodleian Library, MS Bodley 775). Dit boek werd dus zeer waarschijnlijk geschreven in het scriptorium van de "Old Minster", de Anglo-Saxische kathedraal die gebruikt werd door de benedictijnen die een priorij bij de kerk hadden gevestigd in 964 op uitnodiging van bisschop Æthelwold van Winchester, maar absoluut zeker is dit niet.
Het manuscript werd vrij algemeen gedateerd op ca.1050 maar recent denkt men eerder aan 1070 wat het manuscript na de verovering door de Normandiërs zou plaatsen, maar het laatste woord hierover is nog niet gezegd. De British Library heeft het over het derde kwart van de 11e eeuw.

## Inhoud
- ff. 2-7r: Berekeningstabellen: Het handschrift begint met een aantal tabellen voor de berekening van data (paasdatum en dergelijke). Deze uitgebreide berekeningstabellen maken het zeer waarschijnlijk dat het boek vroeger een kalender heeft bevat, maar die is nu niet meer aanwezig.[5]
- ff. 7v-16r: Een cyclus van tekeningen die het leven van Koning David en van Christus illustreren.
- ff. 16v-18r: Afbeeldingen van Bijbelse muziekinstrumenten die bij het reciteren van de psalmen zouden gebruikt zijn en een musicerende David.
- ff. 18v-30r: Voorbereidende gebeden bij het psalter en een lange tekst die kon gebruikt worden bij het biechten.
- ff.30v-129v: De psalmen (tot psalm 113.9)

Het psalter is van het Gallicaanse type. De psalmen volgen elkaar op in numerieke orde, het is dus een Psalterium non feriatum, niet gerangschikt naar het dagelijks gebruik in het getijdengebed en bijgevolg geen psalter dat bij het koorgebed werd gebruikt. De psalmen werden zowel in de kloosters als door de seculiere geestelijkheid wekelijks gereciteerd. Benedictus verdeelde de psalmen in groepen die dagelijks moesten gebeden worden, de zogenaamde monastieke indeling. De seculiere geestelijkheid hanteerde een andere indeling de zogenaamde achtvoudige verdeling, naar de zeven beginpsalmen voor de metten van zondag tot zaterdag (1, 26, 38, 52, 68, 80 en 97) en de beginpsalm bij de vespers op zondag (psalm 109). In Duitsland, Vlaanderen en Engeland was ook een drievoudige verdeling (1-50, 51-100 en 101-150) gebruikelijk. De combinatie van beide systemen leidde tot een 10-voudige verdeling (1, 26, 38, 51, 52, 68, 80, 97, 101, 109) die gebruikt werd in het Tiberius psalter hoewel de drievoudige verdeling primeert als men afgaat op de verluchting.

## Collecta's
Een psalm collecta is een kort gebed dat eventueel kon gebeden worden aan het einde van de psalm. Het is een gebed dat een devotionele samenvatting is van het thema van de psalm. Dergelijke collecta's komen slechts in een beperkt aantal ven de bewaarde psalters voor. Het extra werk dat het schrijven van deze 150 collecta's, soms meer als men voor psalm 118 een collecta per onderdeel schreef, was een dure aangelegenheid en werd dan ook beperkt tot luxueuze of bijzondere exemplaren. Psalter collecta's werden frequenter gebruikt voor het begin van de twaalfde eeuw dan daarna. Het Tiberius Psalter is een van de weinige manuscripten die een volledige serie van collecta's bevat.

## Verluchting
Het handschrift bevat twee geschilderde volbladminiaturen, 24 gekleurde pentekeningen die het psalter voorafgaan en drie gekleurde pentekeningen in het psalter zelf. Dit psalter is vooral bekend omwille van deze 24 bijzonder expressieve pentekeningen.
De twee geschilderde miniaturen gaan het psalter vooraf. De eerste is een Majestas Domini op f18v aan het einde van de cyclus met Bijbelillustraties en voor de gebeden, ze wordt op de volgende bladzijde gevolgd door een grote initiaal met tekst in diminuendo  binnen een versierde marge. De tweede op f30 toont een getroonde David die harp speelt en daarbij begeleid wordt door vier muzikanten. 
De psalmen worden ingeleid met een grote initiaal van drie lijnen hoog en de versalen worden in de marge geschreven in gekleurde kapitalen. De psalmen die de achtdelige verdeling vormen hebben een grote versierde, volledig gekleurde initiaal van 7 lijnen hoog (f48v - ps. 26, f60r - ps. 38, f73r - ps. 52, f85r - ps. 68, f98v - ps. 80, f112r - ps. 97). Bij psalm 109 werd gebruikgemaakt van een pentekening van een halve bladzijde hoog, gevolgd door een versierde initiaal op een bladzijde met een versierde marge. De psalmen van de driedelige indeling worden voorafgegaan door een volblad pentekening (f71v voor psalm 51 en f114v voor psalm 101) en een grote versierde initiaal op een bladzijde met een volledige margeversiering.
De Bijbelcyclus bestaat uit twee delen. Een eerste deel geeft afbeeldingen uit het Oude Testament en illustreert met vijf volblad pentekeningen het leven van David. Het tweede deel met scènes uit het leven van Christus omvat elf gekleurde pentekeningen. De cyclus wordt afgesloten met een tekening van de aartsengel Michaël die de duivel verslaat.  

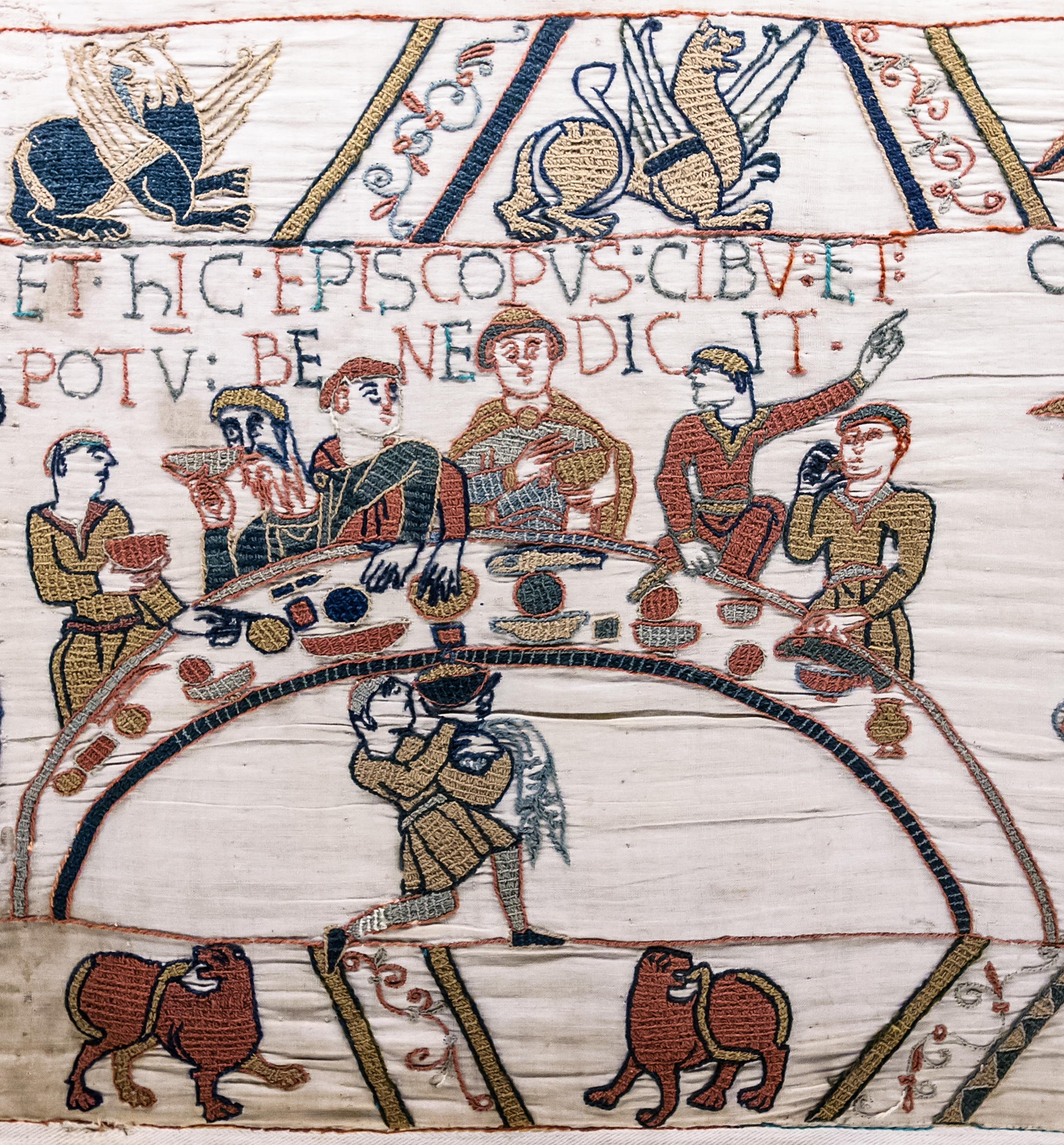
Tapijt van Bayeux, banket van bisschop Odo.

In het gedeelte met de berekeningstabellen komen ook nog enkele tekeningen voor, onder meer een voorstelling van de schepping op f7v en een tekening van een eetmaal die weleens vergeleken wordt met de afbeelding op het Tapijt van Bayeux van het banket dat aangericht werd door bisschop Odo na de landing van de Normandiërs in Engeland.